# Lutas nos Jogos Olímpicos de Verão de 1960
As lutas nos Jogos Olímpicos de Verão de 1960 foram realizadas em Roma, com dezesseis eventos disputados, sendo oito categorias de luta greco-romana e oito categorias de luta livre.

## Eventos da luta
Luta livre: até 52 kg | 52-57 kg | 57-62 kg | 62-67 kg | 67-73 kg | 73-79 kg | 79-87 kg | +87 kg 

Luta greco-romana: até 52 kg | 52-57 kg | 57-62 kg | 62-67 kg | 67-73 kg | 73-79 kg | 79-87 kg | +87 kg

## Luta livre

### Luta livre - até 52 kg
| Pos. | País          | Atletas                     |
| ---- | ------------- | --------------------------- |
|      | Turquia (TUR) | Ahmet Bilek                 |
|      | Japão (JPN)   | Masayuki Matsubara          |
|      | Irã (IRI)     | Mohammad Seifpour Saidabadi |

### Luta livre - 52-57 kg
| Pos. | País                 | Atletas             |
| ---- | -------------------- | ------------------- |
|      | Estados Unidos (USA) | Terrence McCann     |
|      | Bulgária (BUL)       | Nezhdet Zalev       |
|      | Polônia (POL)        | Tadeusz Trojanowski |

### Luta livre - 57-62 kg
| Pos. | País                  | Atletas             |
| ---- | --------------------- | ------------------- |
|      | Turquia (TUR)         | Mustafa Dagistanli  |
|      | Bulgária (BUL)        | Stancho Ivanov      |
|      | União Soviética (URS) | Vladimir Rubashvili |

### Luta livre - 62-67 kg
| Pos. | País                  | Atletas            |
| ---- | --------------------- | ------------------ |
|      | Estados Unidos (USA)  | Shelby Wilson      |
|      | União Soviética (URS) | Vladimir Sinyavsky |
|      | Bulgária (BUL)        | Enyu Valchev       |

### Luta livre - 67-73 kg
| Pos. | País                 | Atletas          |
| ---- | -------------------- | ---------------- |
|      | Estados Unidos (USA) | Douglas Blubaugh |
|      | Turquia (TUR)        | Ismail Ogan      |
|      | Paquistão (PAK)      | Muhammed Bashir  |

### Luta livre - 73-79 kg
| Pos. | País                  | Atletas            |
| ---- | --------------------- | ------------------ |
|      | Turquia (TUR)         | Hasan Güngör       |
|      | União Soviética (URS) | Georgy Skhirtladze |
|      | Suécia (SWE)          | Hans Antonsson     |

### Luta livre - 79-87 kg
| Pos. | País                  | Atletas            |
| ---- | --------------------- | ------------------ |
|      | Turquia (TUR)         | Ismet Atli         |
|      | Irã (IRI)             | Gholam Reza Takhti |
|      | União Soviética (URS) | Anatoli Albul      |

### Luta livre - +87 kg
| Pos. | País                     | Atletas           |
| ---- | ------------------------ | ----------------- |
|      | Equipe Alemã Unida (EUA) | Wilfried Dietrich |
|      | Turquia (TUR)            | Hamit Kaplan      |
|      | União Soviética (URS)    | Savkuds Dzarasov  |

## Luta greco-romana

### Luta greco-romana - até 52 kg
| Pos. | País          | Atletas            |
| ---- | ------------- | ------------------ |
|      | Romênia (ROM) | Dumitru Pirvulescu |
|      | Egito (EGY)   | Osman Sayed        |
|      | Irã (IRI)     | Mohammad Paziraye  |

### Luta greco-romana - 52-57 kg
| Pos. | País                  | Atletas        |
| ---- | --------------------- | -------------- |
|      | União Soviética (URS) | Oleg Karavayev |
|      | Romênia (ROM)         | Ion Cernea     |
|      | Bulgária (BUL)        | Dinko Petrov   |

### Luta greco-romana - 57-62 kg
| Pos. | País                  | Atletas              |
| ---- | --------------------- | -------------------- |
|      | Turquia (TUR)         | Müzahir Sille        |
|      | Hungria (HUN)         | Imre Polyák          |
|      | União Soviética (URS) | Konstantin Vyrupayev |

### Luta greco-romana - 62-67 kg
| Pos. | País                  | Atletas              |
| ---- | --------------------- | -------------------- |
|      | União Soviética (URS) | Avtandil Koridze     |
|      | Iugoslávia (YUG)      | Branislav Martinovic |
|      | Suécia (SWE)          | Gustav Freij         |

### Luta greco-romana - 67-73 kg
| Pos. | País                     | Atletas             |
| ---- | ------------------------ | ------------------- |
|      | Turquia (TUR)            | Mithat Bayrak       |
|      | Equipe Alemã Unida (EUA) | Günter Maritschnigg |
|      | França (FRA)             | René Schiermeyer    |

### Luta greco-romana - 73-79 kg
| Pos. | País                     | Atletas        |
| ---- | ------------------------ | -------------- |
|      | Bulgária (BUL)           | Dimitar Dobrev |
|      | Equipe Alemã Unida (EUA) | Lothar Metz    |
|      | Romênia (ROM)            | Ion Taranu     |

### Luta greco-romana - 79-87 kg
| Pos. | País                  | Atletas        |
| ---- | --------------------- | -------------- |
|      | Turquia (TUR)         | Tevfik Kis     |
|      | Bulgária (BUL)        | Krali Bimbalov |
|      | União Soviética (URS) | Givi Kartoziya |

### Luta greco-romana - +87 kg
| Pos. | País                     | Atletas           |
| ---- | ------------------------ | ----------------- |
|      | União Soviética (URS)    | Ivan Bogdan       |
|      | Equipe Alemã Unida (EUA) | Wilfried Dietrich |
|      | Checoslováquia (TCH)     | Bohumil Kubát     |

## Quadro de medalhas da luta
| Ordem | País                   | Medalha de ouro | Medalha de prata | Medalha de bronze | Total |
| ----- | ---------------------- | --------------- | ---------------- | ----------------- | ----- |
| 1     | TUR Turquia            | 7               | 2                | 0                 | 9     |
| 2     | URS União Soviética    | 3               | 2                | 5                 | 10    |
| 3     | USA Estados Unidos     | 3               | 0                | 0                 | 3     |
| 4     | BUL Bulgária           | 1               | 3                | 2                 | 6     |
| 5     | EUA Equipe Alemã Unida | 1               | 3                | 0                 | 4     |
| 6     | ROM Romênia            | 1               | 1                | 1                 | 3     |
| 7     | IRI Irã                | 0               | 1                | 2                 | 3     |
| 8     | HUN Hungria            | 0               | 1                | 0                 | 1     |
| 8     | JPN Japão              | 0               | 1                | 0                 | 1     |
| 8     | YUG Iugoslávia         | 0               | 1                | 0                 | 1     |
| 8     | EGY Egito              | 0               | 1                | 0                 | 1     |
| 12    | SWE Suécia             | 0               | 0                | 2                 | 2     |
| 13    | TCH Checoslováquia     | 0               | 0                | 1                 | 1     |
| 13    | FRA França             | 0               | 0                | 1                 | 1     |
| 13    | PAK Paquistão          | 0               | 0                | 1                 | 1     |
| 13    | POL Polônia            | 0               | 0                | 1                 | 1     |